# Allerød Fodbold Klub
Allerød Fodbold Klub (tidligere Lillerød IF) er en dansk fodboldklub i den nordsjællandske by Lillerød i Allerød Kommune. Foreningen er medlem af Lillerød Idrætsforening (LIF) og er dets fodboldafdeling. Klubben afvikler som udgangspunkt deres hjemmebanekampe på Allerød Idrætspark.

## Historie
Lillerød Idrætsforening blev stiftet den 12. juli 1927. Fodboldafdelingen Lillerød IF Fodbold skiftede den 1. januar 2004 navn til Allerød Fodbold Klub, men beholdt de blå og hvide farver. Allerød F.K oprykkede til 2. Division Øst i sæsonen 2009/10, da den blev nummer to i Danmarksserien pulje 1. i sæsonen 2008/09
Fodboldklubben udgav et klubblad, som dog er stillet i bero. Som erstatning  indrykkes en annonce i lokalavisen Allerød Nyt omkring tre gange årligt med information om klubben.

### Klubbens formænd
- 2004-2005: Ib Malsø
- 2005-2007: Søren Hvekstrup
- 2007-2014: Ivan Skov
- 2014-20xx: Flemming Bærentzen